# Cécile Aubry
Cécile Aubry, właściwie Anne-José Madeleine Henriette Bénard (ur. 3 sierpnia 1928 w Paryżu, zm. 19 lipca 2010 w Dourdan) – francuska aktorka, pisarka, scenarzystka oraz reżyserka.
Na początku swej kariery była tancerką. W wieku 20 lat podpisała kontrakt z wytwórnią filmową 20th Century Studios.
Największą sławę przyniosły jej role w filmach Manon i Czarna róża.
Przerwała swą karierę aktorską po poślubieniu marokańskiego księcia Si Brahim El Glaoui. Zajęła się natomiast pisaniem książek dla dzieci i scenariuszy. Na podstawie jej książki Bella i Sebastian powstał serial telewizyjny pod tym samym tytułem. Główną rolę zagrał w nim syn Cécile Aubry i księcia. W roku 2013 powstał również film Bella i Sebastian.
Cécile Aubry zmarła na raka płuc w wieku 81 lat we Francji.